# Brunnenwasserbach
Der Brunnenwasserbach, im Oberlauf Lahngraben und Talgraben, ist ein linker Zufluss der Isar in Oberbayern.
Der Brunnenwasserbach entsteht als Talgraben unterhalb des künstlichen Speichersees Garland beim Brauneck. Im weiteren ostwärtigen Verlauf Lahngraben genannt, tritt er in das Stadtgebiet von Lenggries ein und wird nun zum Brunnenwasserbach. Nördlich außerhalb des Stadtgebietes von Lenggries mündet er von links in die Isar.